# پوشه چرمی (سرده)
پوشه چرمی، چمن زبر (نام علمی: Sclerochloa) نام یک سرده از تیره گندمیان است.